# 米高級公寓
《米高級公寓》（英語：Mi-Quality Apartment），2015年臺灣偶像劇，為原住民族電視台自製戲劇。由姜柏任、阿爆、王鏡冠、田聖希、凱爾、林筱駿領銜主演。2015年12月6日上檔。「米高級」是排灣族的現代流行語，反諷愛裝有品味、有格調之人事物；而米高級公寓，就是很像高級但非如此的公寓。

## 劇情大綱
Jack 的父親因回台南老家養老，於是將台北的家留他管理。這個家中原本有一處是租借給劇場表演者的排練場，但由於租借人數不多，加上坪數不小，於是 Jack 就請裝潢公司把它隔出幾間房間，打造成為一個擁有大客廳的雅房來出租。
張貼租房公告後，陸續來了幾位想承租的意願者。雖然身份與年齡職業各不相同，但巧妙的是他們都是原住民，Jack 更是對其中一位承租的女房客一見鍾情，為了能和她每天見上面，Jack 三不五時就找理由跑來這間「排練場雅房」，可也因為如此，Jack 有了更多時間與這群原住民房客相處。這六個人就在這裡，一起互相幫忙、一起體會各族文化故事、一起經歷原、漢之間的不瞭解，甚至一起打破對彼此的刻板印象。

## 播出時間

### 首播
| 頻道           | 所在地 | 播映日期      | 播出時間              |
| -------------- | ------ | ------------- | --------------------- |
| 原住民族電視台 | 臺灣   | 2015年12月6日 | 每週日 19：30－20：00 |
| 公視3台        | 臺灣   | 2016年7月5日  | 每週一 07：00－08：00 |

### 重播
| 頻道           | 所在地 | 播映日期       | 播出時間              |
| -------------- | ------ | -------------- | --------------------- |
| 原住民族電視台 | 臺灣   | 2015年12月12日 | 每週六 00：30－01：00 |
| 原住民族電視台 | 臺灣   | 2015年12月12日 | 每週六 12：30－13：00 |
| 公視3台        | 臺灣   | 2016年7月5日   | 每週一 12：00－13：00 |

## 角色列表

### 主要角色
| 角色                   | 演員   | 介紹                                                                              | 登場集數             |
| 吳邦安 (Jack)          | 姜柏任 | 漢人，剛從國外回來的小開，也是公寓的房東。從對原住民文化從懵懂，到漸漸認同。      | 全劇                 |
| 慕妮 (Muni)            | 阿爆   | 排灣族，外科護士。是個生活起居隨興，行為舉止天真直率的女生。                      | 全劇                 |
| 拉厚克 (Lahok)         | 王鏡冠 | 阿美族，營造業工頭，巧珠的先生。是個粗獷、傻里傻氣，很聽老婆話的先生。            | 1~2, 4~5, 6, 8,12,13 |
| 張巧珠                 | 田聖希 | 客家與布農族混血，拉厚克的太太。個性剽悍，但溫柔愛護她的先生。                    | 1~6, 8,12-13         |
| 雅巴斯勇 (Yapasuyungʉ) | 凱爾   | 鄒族，記者。受不了歧視，對部落文化仗義直言。室友稱其原住民文化的「人肉 Google」。 | 1~3, 5, 8, 10,12~13  |
| 蔡筱雅                 | 林筱駿 | 卑南族，大學研究生。熱血開朗的窮學生，喜歡追逐流行，對部落文化完全不瞭解。        | 全劇                 |

### 客串角色
| 角色           | 演員                         | 介紹                                                             | 登場集數 |
| 色狼           | 林聖倫                       | 潛伏在社區黑暗角落的色狼，讓社區女子們日日過的不心安。           | 6        |
| 楊韶芳         | 斯乃泱                       | 欲提拔筱雅的戲劇老師，最終被筱雅因捍衛文化價值而推辭邀約。       | 8        |
| 製作人         | 顏士育                       | 芳姐新戲《公主的男人》的製作人。                                 | 8        |
| 巧珠的舅舅     | Landuun Ismahasan （陳樹山） | 因為吃喜酒來台北借住，擁有豐富山林知識的布農獵人。               | 9        |
| 雅巴斯勇的爸爸 | Fa'ei （杜有財）             | 因身體檢查來台北借住，與雅巴斯勇多年未見有許多待化解的嫌隙。     | 10       |
| 慕妮的 vuvu    | 杜珞琳                       | 因身體檢查來台北借住，初見吳邦安便覺投緣與關愛。                 | 11       |
| 蘿絲           | 恩樂‧拉儒亂                  | 陪同慕妮的 vuvu 來台北做檢查，是位從菲律賓嫁來台灣八年的新住民。 | 11       |
| 張爸爸         | 朱陸豪                       | 聽到女兒巧珠要把小孩取族名，因此氣憤地上台北來理論。             | 13       |

## 各集主題
| 播映日期   | 集數 | 標 題                    | 簡 介 |
| 2015/12/06 | 01   | 我的房客都是原住民？     |       |
| 2015/12/13 | 02   | 不平等生活公約           |       |
| 2015/12/20 | 03   | 女巫在我家               |       |
| 2015/12/27 | 04   | 城市獵人                 |       |
| 2016/01/03 | 05   | 原民歌舞團               |       |
| 2016/01/10 | 06   | 原民女孩我最正           |       |
| 2016/01/17 | 07   | 好笑好笑真好笑（上）     |       |
| 2016/01/24 | 08   | 好笑好笑真好笑（下）     |       |
| 2016/01/31 | 09   | 消失的獵人               |       |
| 2016/02/07 | 10   | 等待回家的青年           |       |
| 2016/02/14 | 11   | vuvu 摸一下              |       |
| 2016/02/21 | 12   | 請問芳名（上）           |       |
| 2016/02/28 | 13   | 請問芳名（下）           |       |
| 2016/03/06 | 14   | 什麼？我也是台灣原住民！ |       |
| 2016/03/13 | 15   | 求職記                   |       |
| 2016/03/20 | 16   | 台大一直線               |       |
| 2016/03/27 | 17   | 部落好好玩               |       |
| 2016/04/03 | 18   | 媒體暴力                 |       |
| 2016/04/10 | 19   | 土地正義                 |       |
| 2016/04/17 | 20   | 我們都是一家人           |       |

## 電視劇歌曲
| 曲別   | 歌名         | 演唱者                   | 詞、曲、編曲             | 備註    |
| 片頭曲 | 米高級公寓   | 丁繼 (Kuljelje Turivuan) | 丁繼 (Kuljelje Turivuan) | 全劇    |
| 片尾曲 | 青春舞曲變奏 | 安迪·邏發尼耀十八        | 安迪·邏發尼耀十八        | 第1~2集 |

## 製作團隊
- 製作公司：原住民族電視台
- 監製：Doyu Masau（柯瑞美）、Spiqan Bulan（余曉萍）
- 督導：曾桂英
- 製作人：Suyan Upah（黃心惠）
- 導演：劉伊倫
- 副導演：蔡嘉紜
- 企劃：森達斯、Suyan Upah（黃心惠）
- 編劇：楊豐鐘、馮庭筠、李宛蓉、邱益玫、劉伊倫
- 執行製作：Arase Parelé（柯旭恩）、林筱駿
- 節目助理：許仲文、伍培欣
- 後製導演：許珍瑋
- 視覺設計：中國電視公司視創中心
- 剪接：許珍瑋、王聖宇
- 音效：杰瑞音樂
- 技術指導：陳育仁
- 視訊：楊勝淵
- 成音：秦聖奇、林庭芳
- 燈光：林楊鑫、陳彥甫
- 攝影：周亮宇、侯昆璋、陳品豪、林志豪
- 現場指導：鄭洛華
- 助理導播：齊子槥
- 導播：黃仁霖
- 感謝：地球公民基金會、瑪拉斯藝品工作室、云觀媒體製作有限公司

## 外部連結
- 米高級公寓的Facebook專頁
- 官方网站－原住民族電視台
- YouTube上的米高級公寓全集播放列表

| 臺灣 原住民族電視台 每週日 19：30－20：00 | 臺灣 原住民族電視台 每週日 19：30－20：00   | 臺灣 原住民族電視台 每週日 19：30－20：00 |
| ----------------------------------------- | ------------------------------------------- | ----------------------------------------- |
|                                           | 米高級公寓 （2015年12月6日－2016年4月17日） |                                           |
| －                                        | －                                          |                                           |

| 臺灣 公視3台 每週一 07：00－08：00 | 臺灣 公視3台 每週一 07：00－08：00        | 臺灣 公視3台 每週一 07：00－08：00 |
| ---------------------------------- | ----------------------------------------- | ---------------------------------- |
|                                    | 米高級公寓 （2016年7月5日－2016年 月 日） |                                    |
| 獨立特派員 （2016年7月4日）        | －                                        |                                    |